# Adam Kurbiel
Adam Kurbiel (ur. 15 listopada 1935 w Krakowie, zm. 29 czerwca 2000) – konstruktor lotniczy, pilot szybowcowy, samolotowy i lotniowy. Wieloletni pracownik Szybowcowego Zakładu Doświadczalnego w Bielsku-Białej.

## Życiorys

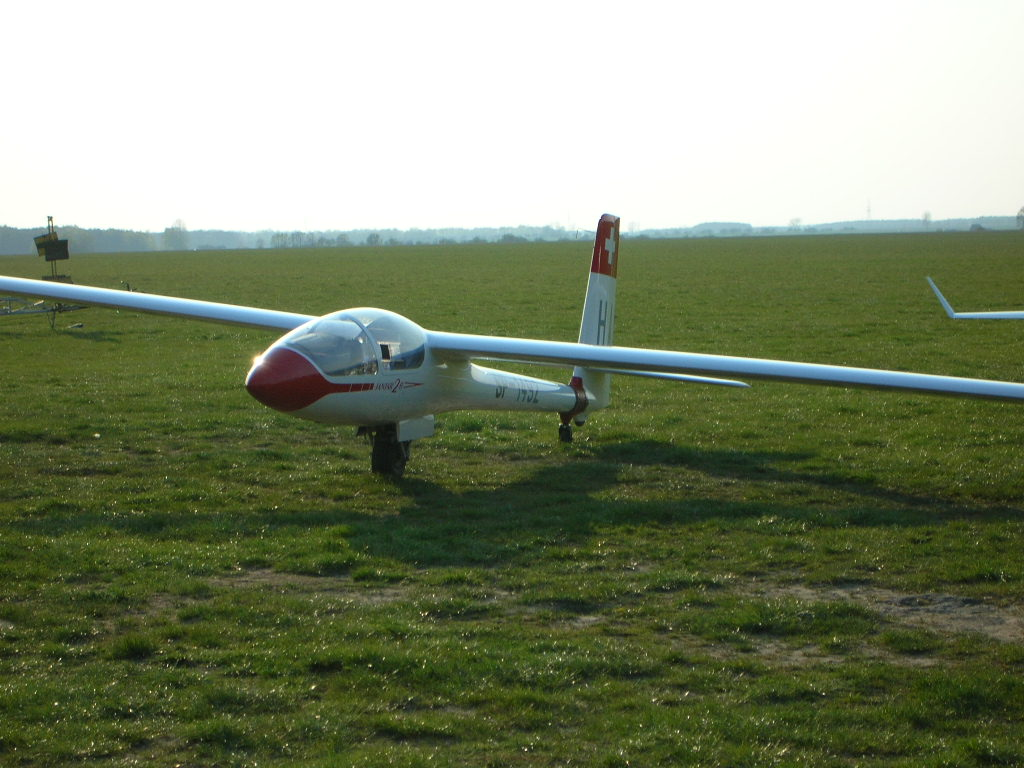
Szybowiec SZD-42 Jantar 2B konstrukcji Adama Kurbiela

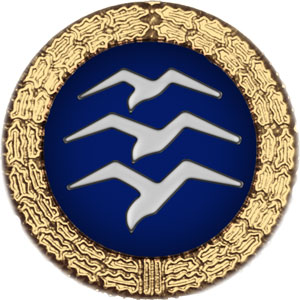
Złota odznaka szybowcowa

Syn Władysława i Kataryny z d. Kalwa, urodził się 15 listopada 1935 r. w Krakowie. W 1953 r. zdał maturę w Jeleniej Górze. W 1960 r. na Wydziale Lotniczym Politechniki Warszawskiej obronił pracę magisterską i uzyskał dyplom mgr inż. lotnictwa. W 1961 r. rozpoczął pracę w Szybowcowym Zakładzie Doświadczalnym w Bielsku-Białej, gdzie został zatrudniony na stanowisku konstruktora szybowców. Kierował zespołami konstrukcyjnymi zajmującym się projektowaniem pierwszych w Polsce szybowców wyczynowych o budowie laminatowej – SZD-37 Jantar, SZD-38 Jantar 1, SZD-42 Jantar 2, SZD-52 Krokus, na których polscy piloci odnieśli szereg sukcesów na szybowcowych mistrzostwach świata. Szybowce Jantar były produkowane w klasach rozpiętości 17,5, 19,0, 20,5 m i były eksportowane do wielu krajów świata.
W 1984 r. skonstruował, we współpracy z Wiesławem Gębalą, jednomiejscowy samolot ultralekki ULM-1B Moskito, produkowany następnie przez firmę Konsuprod w Bielsku-Białej. W 1989 r. skonstruował dwumiejscowy samolot ultralekki ULM-2 Moskito 2, który był produkowany w założonym przez niego Zakładzie Produkcji Konstrukcji Lekkich. W 1992 r., w założonym przez siebie zakładzie Wytwórnia i Naprawa Konstrukcji Lekkich Adam Kurbiel, skonstruował ultralekki samolot Eol-2. Zakład, po kilku transformacjach, pracuje obecnie jako Zakłady Lotnicze „3Xtrim” Sp. z o.o. i zajmuje się produkcją samolotów z rodziny Eol: Eol-2, Gemini, Mirage, 3Xtrim.
Do 2006 r. zbudowano ponad 450 szybowców i samolotów jego konstrukcji.
Od 1992 r. brał udział w pracach projektowych nad samolotem akrobacyjnym Acro-Viper.
Był odznaczony Złotym Krzyżem Zasługi, Medalem im Czesława Tańskiego w 1973 r. i Dyplomem Paula Tissandiera (FAI) w 1978 r. oraz otrzymał „Błękitne Skrzydła” redakcji Skrzydlatej Polski. Posiadał złotą odznakę szybowcową.
Zginął w wypadku samochodowym 29 czerwca 2000. został pochowany w Bystrej k. Bielska.